# الدریج (مونتانا)
الدریج، مونتانا (به انگلیسی: Aldridge, Montana) یک شهر متروکه در ایالات متحده آمریکا است که در شهرستان پارک، مونتانا واقع شده‌است.

## خصوصیات
الدریج ۱٬۹۵۸٫۹۷ متر بالاتر از سطح دریا واقع شده‌است.